# Ottar från Hålogaland

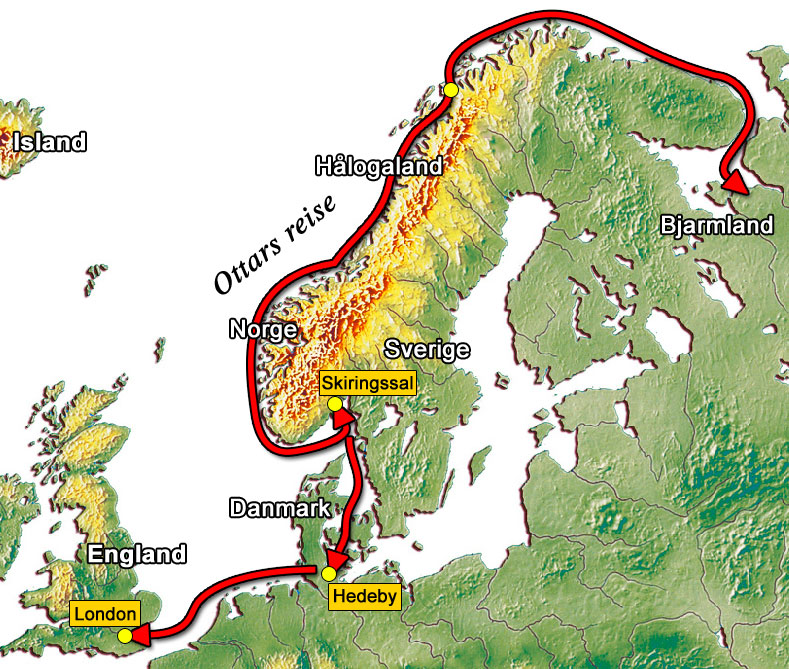
Ottars resa

Ottar från Hålogaland (fornengelska: Ohthere) var en handelsman och sjöfarare från Hålogaland, den nordligaste delen av Norge. Ottar företog någon gång mellan 870 och 890 en färd norrut längs kusten och upptäckte då Nordkap och Barents hav. Han kringseglade vid detta tillfälle också Kolahalvön till Bjarmaland. Han seglade sedan från Hålogaland till England omkring år 890, där skrivare vid den engelske kungen Alfred den stores hov lät skriva ner hans berättelser om Hålogaland; om färden längs kusten till Vita havet och om färden till England. Ottar beskrev också samernas levnadssätt och val- och valrossfångst i Norra ishavet. Historien kom sedan med som ett tillägg till kung Alfred den stores översättning av Orosius världshistoria.
Det är osäkert var i Nordnorge Ottar bodde. Själv säger han att "jag bodde längst norr av alla norrmän, på nordsidan av landet vid Västhavet, men landet sträcker sig ännu längre mot norr." Man har spekulerat i om Ottars boplats kan ha varit i nuvarande Lyngen eller en plats vid Malangsgapet. Hans Eidnes i "Hålogalands historie" (1943) menar att Ottar bodde ute vid Malangen, på sydvästsidan av Kvaløya i Hillesøy (idag Tromsø kommun). Även andra platser har varit nämnda.
Ottars berättelse är den första skriftliga urkunden till både kvänernas och samernas historia. Nordnorge beskrivs som ett i stort sett öde land, bortsett från det fåtal platser där finnarna (vilket är den gamla norska beteckningen på samerna) slagit sig ned för att leva på jakt om vintern och havsfiske om sommaren. Samerna erlade skatt till Hålogalands norska hövdingar i form av skinn, fjäder, valben och skeppståg gjorda av valrosshud eller sälskinn.
Av intresse för samisk historia är också Ottars uppgift om att han själv ägde 600 tamrenar. Sex av dem var lockrenar, och Ottar sa (i Arthur O. Sandveds norska översättning) att de "er meget kostbare bland finnene, fordi de fanger ville reinsdyr med dem."  Det har antagits att Ottars 600 tama renar var i samers vård och att samerna således bedrev renskötsel redan på 800-talet.
Om sin resa till England berättar Ottar, att från Skiringsal, en handelsby i södra Norge, till Hedeby i Danmark, så seglade han i tre dagar med Danmark om babord och storhavet om styrbord (Bohuslän och Halland ingick under 800-talet i det danska riket).